# ミハイロ・ツヴェトコヴィッチ
ミハイロ・ツヴェトコヴィッチ（セルビア語: Михајло Цветковић, ラテン文字転写: Mihajlo Cvetković、2007年1月10日 - ）は、セルビアのサッカー選手。ポジションはフォワード。

## 経歴
2020年にFKチュカリチュキの下部組織に加入し、2022年1月にプロ契約を締結した。
2023年2月、チュカリチュキとの契約を2026年まで延長した。
2023年9月4日、FKジェレズニチャル・パンチェヴォ戦でルカ・アジッチと交代出場しトップチームデビューを果たすと、2-2の同点ゴールを決めた。